# 양기열
양기열(梁琪烈, 1985년 10월 24일 ~ )은 대한민국의 정치인, 사회복지사다. 현재 은평구의회 의원을 맡고 있다.

## 방송
- 나는 국대다 (2021) - Top16

## 수상
- 제12회 사회복지대상 (2021)

## 역대 선거 결과
|  | 24.79% |

|  | 0% |